# La Maya (Saint-Martin)
Pour les articles homonymes, voir La Maya.
La Maya est une montagne des Alpes pennines, qui surplombe Saint-Martin dans le canton du Valais en Suisse. Elle est située entre le val d'Hérens et le vallon de Réchy, à l'ouest des becs de Bosson.

## Toponymie
Le mot en patois valaisan « maye » peut désigner un tas de foin, de paille ou d'aiguilles de conifères, utilisés comme litière pour le bétail ; la forme de la montagne rappelle un tel tas.

## Géographie
La montagne est située au fond du vallon de Réchy, et borde le lac du Louché. C'est une tour de gneiss de 60 m de haut posée sur un socle schisteux.

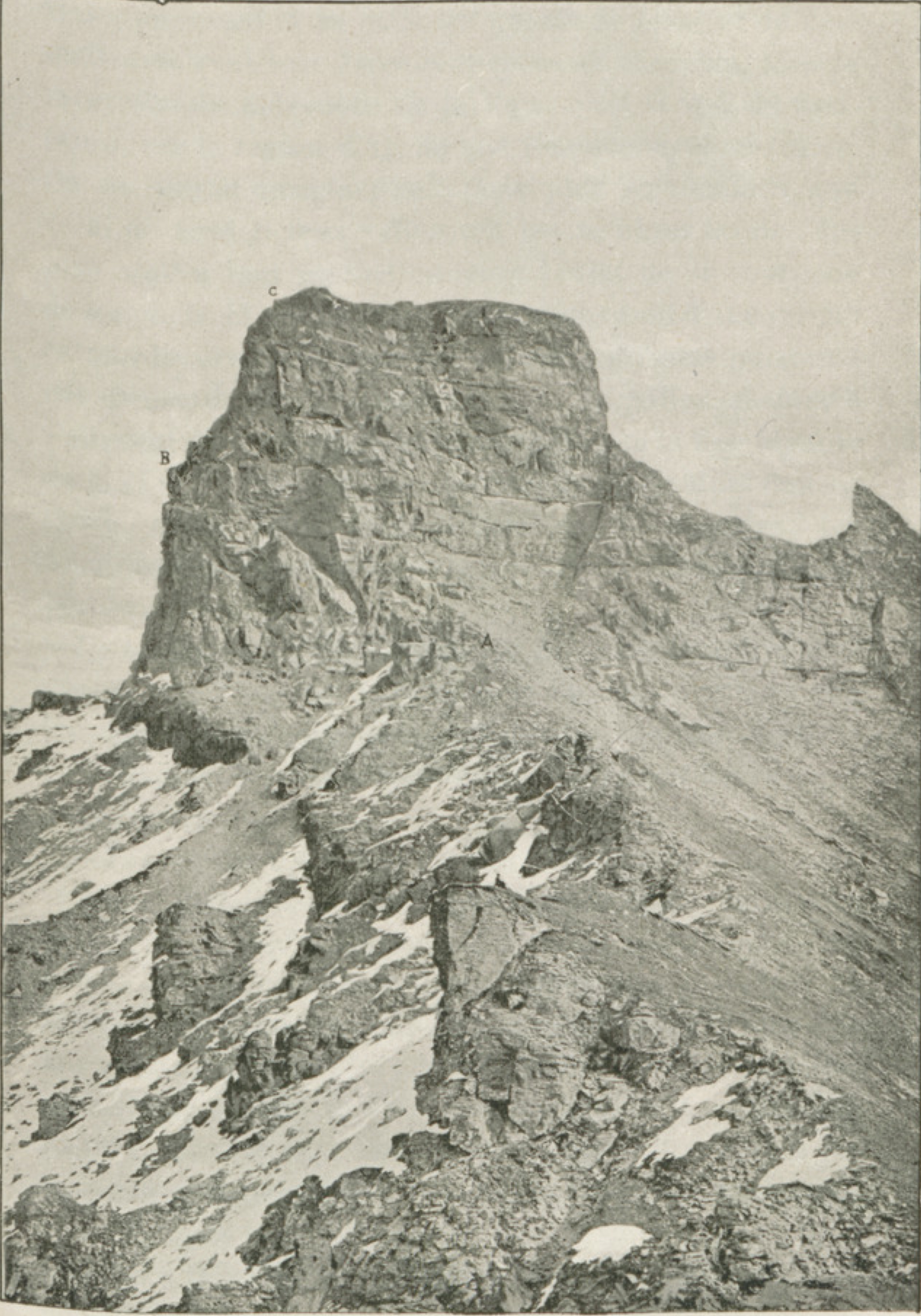
Vue de l'ouest par Ernest Brunnarius en 1897.
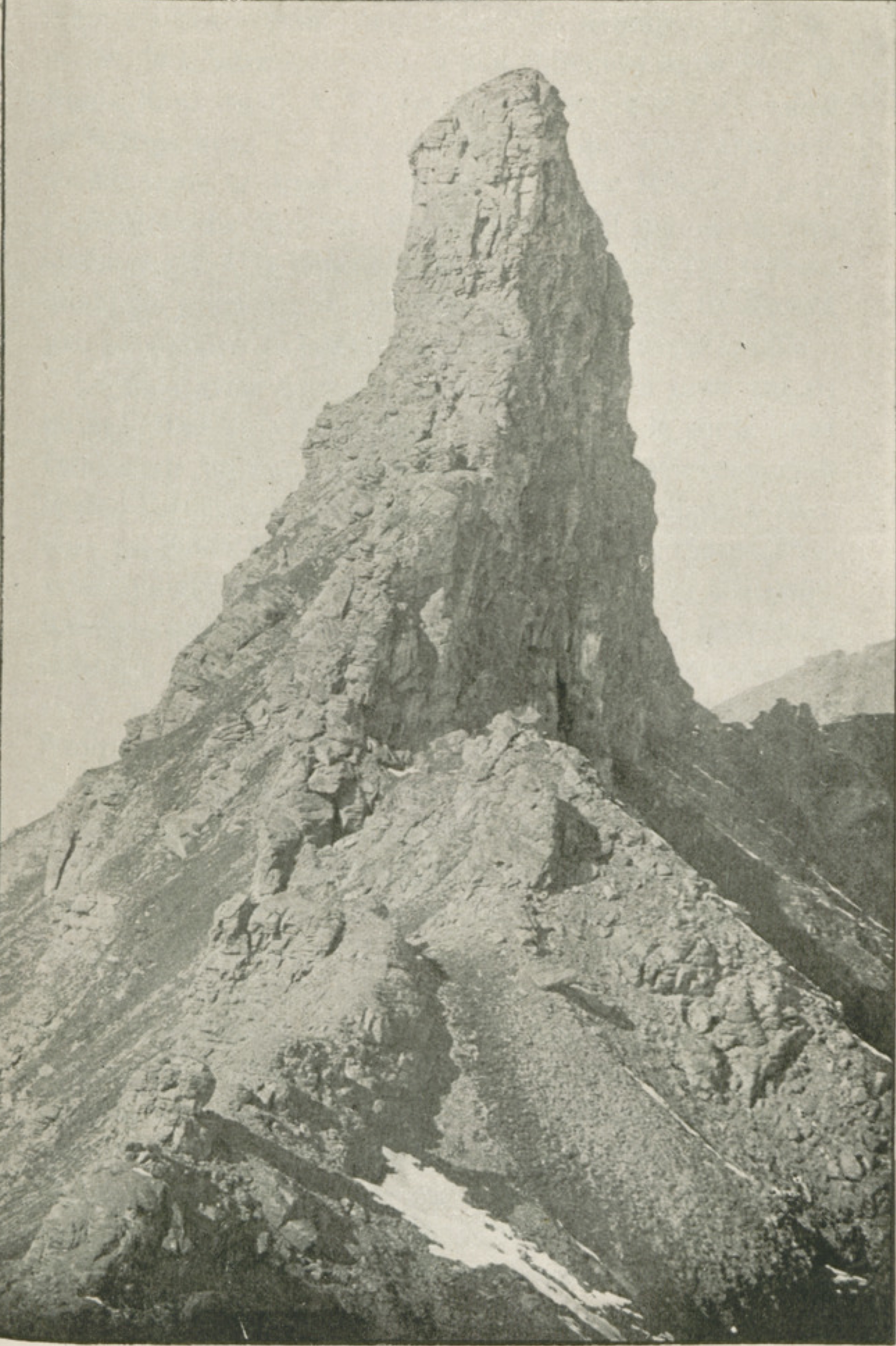
Vue du sud-est par Ernest Brunnarius en 1897.
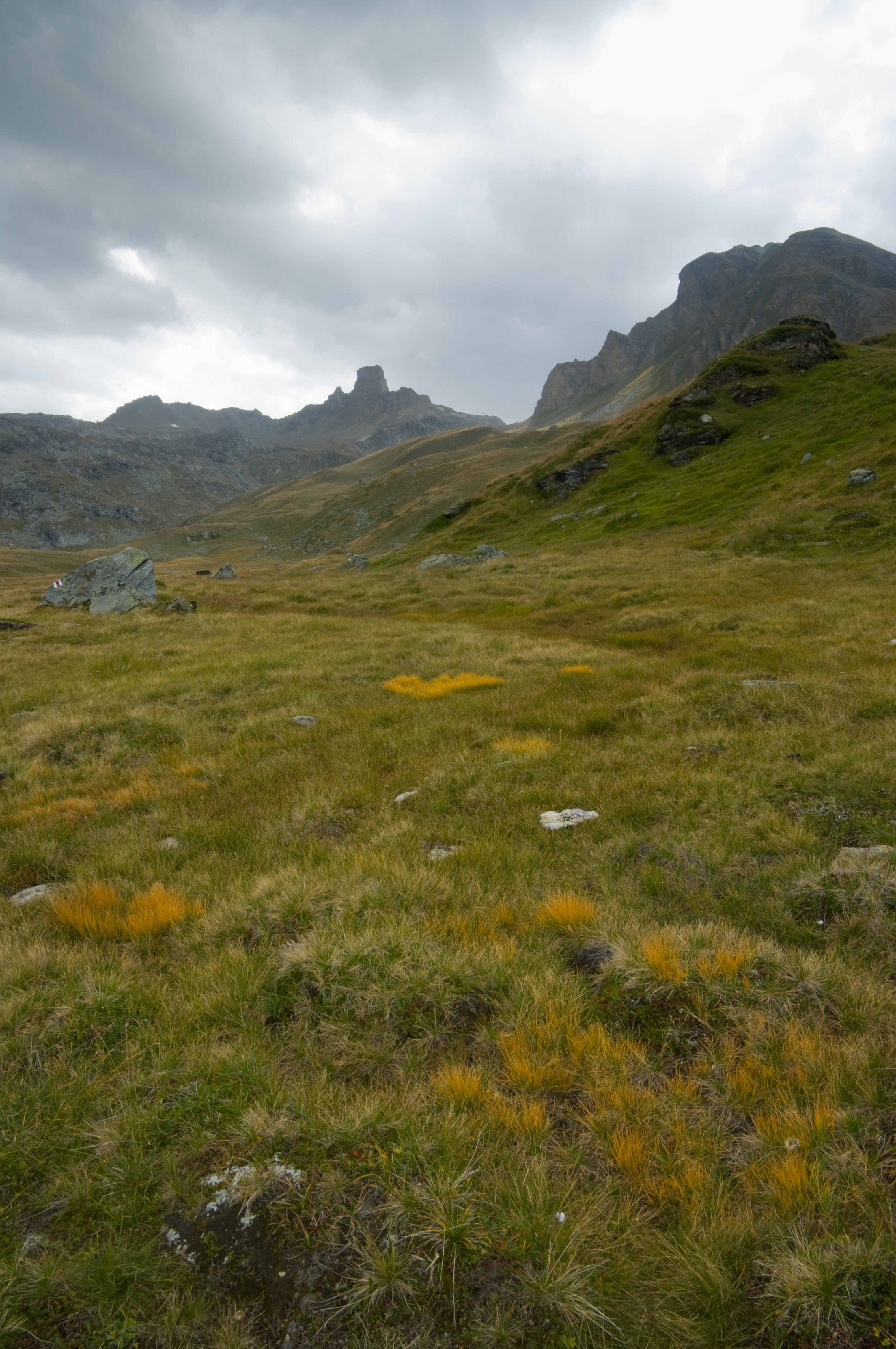
Le vallon de Réchy, avec la Maya en arrière plan.

## Ascension
Elle dispose de trois voies d'ascension depuis le pas de Lovégno (côté val d'Hérens), :
- arête nord : AD ;
- face est : AD+ ;
- arête sud : AD+.

Tous les deux ans, une course, la « patrouille de la Maya », part de Suen pour relier Saint-Martin, en passant par la Maya et la cabane des becs de Bosson.